# 客帖
客帖（蒙古语转写：Kete），許兀慎氏，是13世纪初蒙古帝国的千户长。1206年，客帖率领的千户被分封给成吉思汗长子术赤，成为术赤金帐汗国的基础。《史集》中出现的旭失台（羅馬化：Hušidai >hūshītāī）被认为可能与客帖是同一人物。

## 《元朝秘史》中的客帖
关于客帖的史料记载较少，其出身及效力成吉思汗的经历不详。1206年，客帖被成吉思汗任命为千户长，在《元朝秘史》的功臣表中位列第50位。客帖与格尼格思部的忽难、失主兀惕部的蒙古兀儿一同被任命为术赤的王傅，他们率领的千户被视为术赤汗国的早期基础。

## 《史集》中的旭失台
《史集》记载术赤分封的四位千户长为格尼格思部的忽难那颜、失主兀惕部的蒙古兀儿、許兀慎部的旭失台、（原文缺漏）部的拜忽。其中，忽难那颜和蒙古兀儿对应《元朝秘史》中的忽难与蒙古兀儿，但客帖的名字未在《史集》中直接出现。村上正二等学者推测，旭失台意为許兀慎部的人，可能是客帖的别名。不过这一观点属推论，存在反对意见。此外，《集史·許兀慎部族志》中记载的“旭失台·拜忽”，一般认为指的是拜忽而非客帖。术赤去世后，其麾下四千户被分为两部分：蒙古兀儿与拜忽的两千户由拔都继承，忽难与旭失台（客帖）的两千户由斡儿答继承。